# Chaumont-le-Bourg
Chaumont-le-Bourg ist eine französische Gemeinde mit 233 Einwohnern (Stand 1. Januar 2022) im Département Puy-de-Dôme in der Region Auvergne-Rhône-Alpes (vor 2016 Auvergne). Sie gehört zum Arrondissement Ambert und zum Kanton Ambert (bis 2015 Arlanc).

## Geographie
Chaumont-le-Bourg liegt etwa 54 Kilometer südöstlich von Clermont-Ferrand und etwa 50 Kilometer westlich von Saint-Étienne im Regionalen Naturpark Livradois-Forez. Umgeben wird Chaumont-le-Bourg von den Nachbargemeinden Marsac-en-Livradois im Norden und Westen, Saint-Just im Osten, Beurières im Süden sowie Arlanc im Südwesten.

## Weblinks

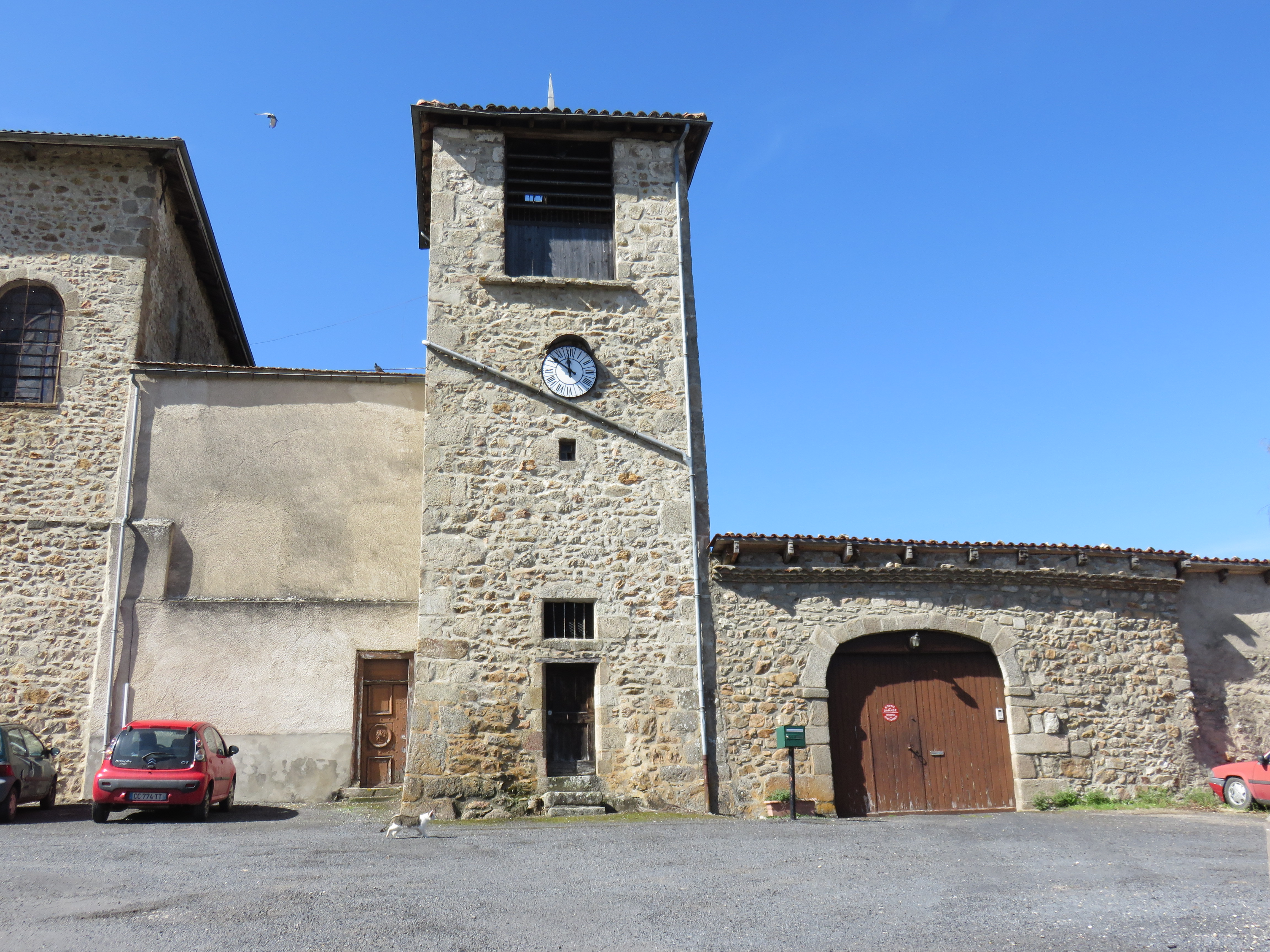
Ehemaliges Priorat

## Bevölkerungsentwicklung
| Jahr                       | 1962 | 1968 | 1975 | 1982 | 1990 | 1999 | 2006 | 2013 |
| Einwohner                  | 212  | 202  | 181  | 172  | 173  | 201  | 212  | 237  |
| Quellen: Cassini und INSEE |      |      |      |      |      |      |      |      |